# Acomys muzei
Acomys muzei är en gnagare i släktet taggmöss som förekommer i östra Afrika. Före artens vetenskapliga beskrivning infogades populationen i Acomys spinosissimus. Den närmaste släktingen är antagligen Acomys ngurui.

## Utseende
Vuxna exemplar är utan svans 75 till 97 mm långa, svanslängden är 79 till103mm och vikten ligger vid 14 till 24 g. Arten har 15 till 17 mm långa bakfötter och 12 till 15mm stora öron. Denna gnagare har samma utseende som Acomys spinosissimus. Avvikelser finns endast i proportioner av olika kroppsdelar och i molekylärgenetiska egenskaper. Liksom hos den andra arten finns taggar på ryggen och på stjärten. Antalet kromosomer i den diploida kromosomuppsättningen varierar mellan 58 och 62.

## Utbredning och ekologi
Acomys muzei lever i Tanzania, i norra Zambia, i angränsande regioner av Kongo-Kinshasa och kanske i Burundi. Den vistas i torra skogar i landskapet Miombo och där främst vid vattendrag. Arten besöker även klippiga gräsmarker med några träd och odlingsmark. Typiska växter tillhör släktena Acacia, Typha och Cyperus. Individerna är nattaktiva. Allmänt antas att levnadssättet är lika som hos andra taggmöss.

## Hot
För beståndet är inga hot kända. Acomys muzei har bra anpassningsförmåga och den hittas i flera skyddszoner. IUCN listar arten som livskraftig (LC).